# Microregione di Entre Rios
Entre Rios è una microregione dello Stato di Bahia in Brasile, appartenente alla mesoregione di Nordeste Baiano.

## Comuni
Comprende 5 municipi:
- Cardeal da Silva
- Conde
- Entre Rios
- Esplanada
- Jandaíra